# Oril'
L''Oril' (in ucraino Оріль?, in russo Орель?, Orel) è un fiume dell'Ucraina, affluente di sinistra del Dnepr. Il suo corso interessa le oblast' di Charkiv, Poltava e Dnipropetrovs'k.